# 3788 Steyaert
3788 Steyaert (1986 QM3) là một tiểu hành tinh vành đai chính được phát hiện ngày 29 tháng 8 năm 1986 bởi H. Debehogne ở Đài thiên văn Nam Âu. Nó được đặt theo tên một nhà thiên văn học Bỉ Chris Steyaert (1955).